# We the Kings

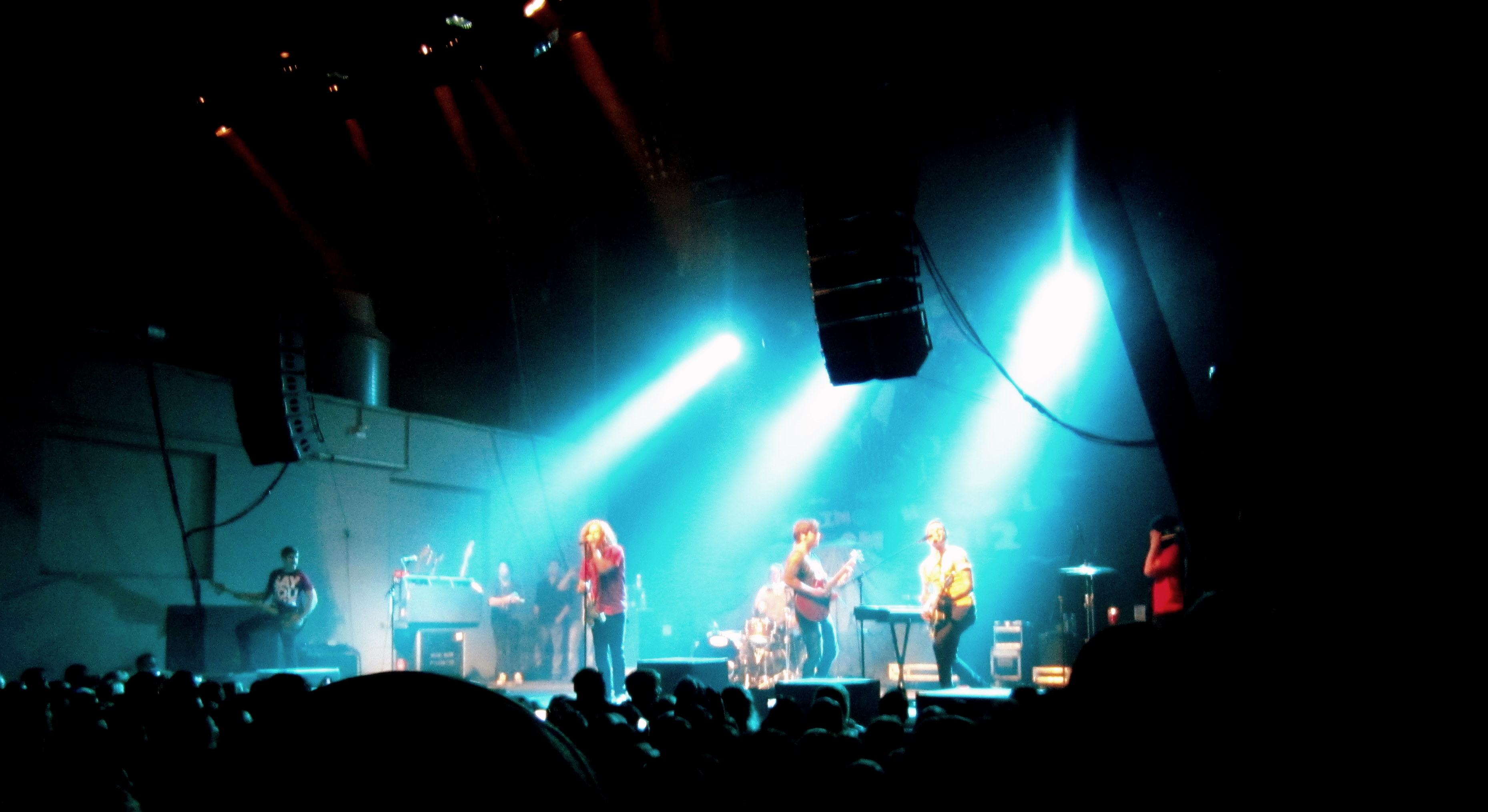
We the Kings 2012

I We the Kings sono un gruppo emo-pop proveniente da Bradendon, in Florida.

## Storia

### Gli inizi
I membri della band si incontrarono la prima volta nella scuola media Martha B. King a Bradenton, e il loro nome si riferisce proprio a questa scuola. Più tardi, mentre frequentava il secondo anno della scuola superiore Manatee, Travis Clark creò una band chiamata Broken Image. Allora, Hunter Thomsen, Drew Thomsen, e Danny Duncan suonavano in altre band, e Travis li chiamò per farli entrare nel gruppo.
I Broken Image pubblicarono il primo EP, Ivy nel 2005. Tuttavia, a causa del nome troppo usuale fra le band locali, esso venne cambiato in DeSoto, e, successivamente, in We The Kings. La band cominciò a suonare seriamente, mentre Travis, Danny e Hunter erano al college, abbandonarono l'università, e Drew si laureò in anticipo.

### We the Kings
Fecero un paio di concerti con i Boys Like Girls, i Fall Out Boy e i Self Against City. Il loro successo continuò attraverso siti internet come Myspace o PureVolume e il gruppo firmò un contratto con la S-Curve Records, che pubblicò il loro album di debutto il 2 ottobre 2007. L'album raggiunse la terza posizione su Heatseekers Billboard's Top Chart e la 151ª nella Billboard 200. La band è stata in tour con band come Cobra Starship, Valencia, Just Surrender, Metro Station, Boys Like Girls, Thriving Ivory, All Time Low, Never Shout Never, The Audition, Cute Is What We Aim For, Danger Radio, Madina Lake, Mayday Parade,  PowerSpace, e nel 2012 anche con i Simple Plan . Il 4 febbraio, la loro canzone Check Yes Juliet, è stata pubblicata in formato download digitale su iTunes. L'8 aprile, il brano Check Yes Juliet è apparso in un episodio di MTV The Hills. Quando decisero di girare un video musicale per la loro canzone This Is Our Town, hanno istituito un concorso, permettendo agli appassionati nella zona della Florida di presentare un proprio videoclip. Essi hanno partecipato a diversi concorsi nel 2008, tra cui quello per il Migliore Video Pop, il Migliore Video Rock, il Migliore Nuovo Artista, e il Video dell'anno.

### Smile KideSunshine State of Mind
Nel 2009, il frontman della band, Travis Clark, annunciò su Twitter che erano state registrate nuove canzoni. Il secondo album, intitolato Smile Kid, è uscito negli USA il 7 dicembre 2009. È stato anticipato dal singolo Heaven Can Wait, terza traccia dell'album, reperibile dal 1º settembre 2009. Nel 2010 hanno pubblicato un nuovo singolo, prodotto con Demi Lovato e intitolato We'll Be A Dream. Esso, contenuto nell'album Smile Kid, è entrato nella classifica billboard Hot 100 singles.
Il 5 luglio 2011 è stato pubblicato invece il loro terzo album, dal titolo Sunshine State of Mind. Il singolo Say You Like Me è arrivato nella Pop Songs chart della Billboard in posizione 38.
Nell'ottobre 2011 Coley O'Toole e Charles Trippy si sono uniti al gruppo con quest'ultimo in sostituzione del precedente bassista, Drew Thomsen.

### Somewhere SomehoweStripped
Nel gennaio 2013, la band ha iniziato a registrare il loro quarto album dove Travis Clark, Danny, Hunter, and Coley hanno registrato le loro parti in California, mentre Charles ha registrato la sua parte in Florida presso lo studio dei Boyce Avenue. Dopo un tour per l'Europa sono stati pubblicati nei mesi di aprile, maggio e giugno rispettivamente, "Just Keep Breathing", "Find You There" e "Any Other Way".  Un ultimo singolo, "Art of War" è stato pubblicato il 9 dicembre 2013, a una settimana dall'uscita dell'album, inizialmente chiamato Vitam Regum, il 16 dicembre 2013.
Dopo la partecipazione del Vans Warped Tour 2014 è stato annunciato per dicembre un tour acustico dell'album Somewhere Somehow, esclusivo per il loro stato d'origine, la Florida. Le versioni acustiche ed una nuova canzone, "Stone Walls", sono state incluse nel loro quinto album, Stripped.

## Formazione

### Formazione attuale
- Travis Clark – voce, chitarra ritmica
- Hunter Thomsen – chitarra elettrica, seconda voce
- Charles Trippy – basso
- Danny Duncan – batteria, percussioni
- Coley O'Toole – chitarra, piano, cori

### Turnisti
- Josh "Nerd Rock" del Barrio – chitarra

### Ex componenti
- Drew Thomsen – basso

## Discografia

### Album in studio
- 2007 – We the Kings
- 2009 – Smile Kid
- 2011 – Sunshine State of Mind
- 2013 – Somewhere Somehow
- 2014 – Stripped
- 2015 – Strange Love
- 2017 – Self Titled Nostalgia
- 2018 – Six

### Raccolte
- 2016 – So Far

### EP
- 2005 – Ivy
- 2006 – Between the Ink and Paper
- 2008 – Secret Valentine
- 2012 – Party, Fun, Love, and Radio
- 2013 – Friday Is Forever
- 2021 – SAGA

### Singoli
- 2008 – Check Yes Juliet
- 2010 – Heaven Can Wait
- 2010 – We'll Be a Dream
- 2010 – Secret Valentine
- 2011 – Friday Is Forever
- 2011 – Say You Like Me
- 2013 – Just Keep Breathing
- 2013 – Find You There
- 2013 – Just Keep Breathing (acoustic)
- 2013 – Any Other Way
- 2013 – Art of War
- 2015 – Love Again
- 2015 – Runaway
- 2016 – The Story of Tonight
- 2017 – Ally
- 2017 – Stay Young
- 2017 – Whoa
- 2017 – Planes, Trains & Cars
- 2017 – Festival Music
- 2019 – Turn It UP
- 2020 – These Nights
- 2020 – No 1 Like U
- 2022 – When We Were Young
- 2023 – Everything Else Can Wait
- 2023 – Alien
- 2024 – Container
- 2024- Go the Distance in collaborazione con Disney

Collaborazioni come ospiti
- 2019 – Where I Belong (Simple Plan e State Champs feat. We the Kings)

### Partecipazioni a compilation
- 2011 – Punk Goes X, con Caught Up in You (cover dei 38 Special)
- 2024 – A Whole New Sound con Go the Distance (cover di Roger Bart)